# Buy.com Tour 2000
De Buy.com Tour 2000 was het 11de seizoen van de opleidingstour van de PGA Tour en het eerste seizoen onder de naam Buy.com Tour. Het seizoen begon met de Florida Classic, in februari 2000, en eindigde met het Buy.com Tour Championship, in oktober 2010. Er stonden 31 toernooien op de agenda.

## Kalender
| Data  | Data  | Toernooi                    | Plaats                       | Winnaar               | Score | Score | Info           |
| ----- | ----- | --------------------------- | ---------------------------- | --------------------- | ----- | ----- | -------------- |
| 03-02 | 06-02 | Florida Classic             | Gainesville, Florida         | Fran Quinn            | 271   | –13   |                |
| 10-02 | 13-02 | Lakeland Classic            | Lakeland, Florida            | Donnie Hammond        | 272   | –16   |                |
| 02-03 | 05-03 | Mississippi Gulf Coast Open | Pass Christian, Mississippi  | Tripp Isenhour        | 279   | –9    |                |
| 16-03 | 19-03 | Monterrey Open              | Monterrey, Mexico            | Briny Baird           | 268   | –20   |                |
| 30-03 | 02-04 | Louisiana Open              | Broussard, Louisiana         | Rob McKelvey          | 274   | –14   |                |
| 13-04 | 16-04 | Shreveport Open             | Shreveport, Louisiana        | Kent Jones            | 273   | –15   |                |
| 27-04 | 30-04 | South Carolina Classic      | Florence, South Carolina     | Jeff Gallagher        | 278   | –10   |                |
| 04-05 | 07-05 | Knoxville Open              | Knoxville, Tennessee         | J.J. Henry            | 273   | –15   |                |
| 11-05 | 14-05 | Richmond Open               | Richmond, Virginia           | Steve Runge           | 272   | –8    |                |
| 18-05 | 21-05 | Virginia Beach Open         | Virginia Beach, Virginia     | Ryuji Imada           | 275   | –13   | Nieuw toernooi |
| 01-06 | 04-06 | Steamtown Classic           | Scranton, Pennsylvania       | Jeff Hart             | 275   | –5    | Nieuw toernooi |
| 08-06 | 11-06 | Dayton Open                 | Dayton, Ohio                 | Ian Leggatt           | 276   | –12   |                |
| 15-06 | 16-06 | Greater Cleveland Open      | Concord, Ohio                | Deane Pappas          | 273   | –15   |                |
| 22-06 | 25-06 | Greensboro Open             | Greensboro, North Carolina   | Kent Jones            | 274   | –14   |                |
| 29-06 | 02-07 | Carolina Classic            | Raleigh, North Carolina      | Mark Hensby           | 266   | –18   |                |
| 06-07 | 09-07 | Hershey Open                | Hershey, Pennsylvania        | Paul Gow              | 281   | –3    |                |
| 13-07 | 16-07 | Upstate Classic             | Greenville, South Carolina   | Shane Bertsch         | 269   | –19   |                |
| 20-07 | 23-07 | Wichita Open                | Wichita, Kansas              | Ben Crane             | 263   | –25   |                |
| 27-07 | 30-07 | Dakota Dunes Open           | Dakota Dunes, South Dakota   | Spike McRoy           | 270   | –18   |                |
| 03-08 | 06-08 | Omaha Classic               | Omaha, Nebraska              | David Berganio Jr. po | 268   | –20   |                |
| 10-08 | 13-08 | Ozarks Open                 | Springfield, Missouri        | Pat Perez po          | 278   | –10   |                |
| 17-08 | 20-08 | Fort Smith Classic          | Fort Smith, Arkansas         | Tim Clark             | 264   | –16   |                |
| 24-08 | 27-08 | Permian Basin Open          | Odessa, Texas                | Kevin Johnson         | 268   | –20   |                |
| 31-08 | 03-09 | Utah Classic                | Salt Lake City, Utah         | Andy Morse            | 269   | –19   |                |
| 07-09 | 10-09 | Tri-Cities Open             | Richland, Washington         | Darron Stiles         | 282   | –6    |                |
| 14-09 | 17-09 | Boise Open                  | Boise, Idaho                 | Tim Clark             | 269   | –15   |                |
| 21-09 | 24-09 | Oregon Classic              | Eugene, Oregon               | Keoke Cutner          | 272   | –16   |                |
| 28-09 | 01-10 | Monterey Peninsula Classic  | Moreno Valley, Californië    | Richard Johnson       | 285   | –3    | Nieuw toernooi |
| 05-10 | 08-10 | New Mexico Classic          | Santa Ana Pueblo, New Mexico | Jason Gore            | 266   | –14   |                |
| 12-10 | 15-10 | Inland Empire Open          | Rancho Cucamonga, Californië | Scott Petersen        | 268   | –20   |                |
| 23-10 | 29-10 | Buy.com Tour Championship   | Dothan, Alabama              | Spike McRoy           | 272   | –16   |                |